# Dolní Germánie
Dolní Germánie (latinsky Germania Inferior) byla římská provincie, ležící západně od Rýna. Rozkládala se na území dnešního jižního Nizozemska, severozápadního Německa a východní Belgie. Zřízena byla zřejmě v roce 89 n. l., třebaže její teritorium Římané kontrolovali již od dob Augusta (tehdy však představovala součást Galie Belgické). Hlavním městem provincie byla Colonia Agrippina (dnešní Kolín nad Rýnem). K dalším důležitým centrům provincie patřila Bonna (dnešní Bonn), Castra Vetera, Colonia Ulpia Traiana (obě poblíž současného města Xanten), Ulpia Noviomagus Batavorum (Nijmegen) a Trajectum ad Rhenum (Utrecht). Všechna vznikla v místech někdejších vojenských táborů (castra). Východní hranici provincie tvořila řeka Rýn, která ji oddělovala od „svobodné“ Germánie. Podél řeky byla vybudována řada pevností a táborů tvořící tzv. Dolnogermánský limes. Na severu omývaly Dolní Germánii vody Severního moře. Na jihu a na západě sousedila s provinciemi Horní Germánie a Gallia Belgica.
K prvním kontaktům mezi římskými vojáky a galskými, resp. germánskými kmeny na území pozdější provincie došlo během galských tažení Julia Caesara, jenž do této oblasti pronikl v roce 57 př. n. l. V následujících třech letech Caesar takřka vyhladil některé zdejší kmeny, včetně Eburonů a Menapiů. Počátek trvalé římské vojenské přítomnosti se však datuje až do roku 12 př. n. l. v souvislosti s Drusovým tažením na území pravobřežní Germánie. Poté, co Germanicus ukončil další výpravy za Rýn, bylo zde umístěno několik legií. Svoji stálou posádku zde měly: Legio I Minervia a Legio XXX Ulpia Victrix. Legie dále doplňovaly četné domorodé pomocné sbory (auxilia). V roce 69 zasáhlo Dolní Germánii ničivé povstání Batavů vedené Juliem Civilem. V průběhu něho byl mezi jinými zpustošen také vojenský tábor v Castra Vetera. Rovněž v pozdějších dobách pokračovaly germánské kmeny v přepadávání římských měst a vojenských táborů v provincii. V roce 275 tak bylo Germány vydrancováno tehdejší druhé největší město Dolní Germánie – Colonia Ulpia Traiana. Po roce 406 se římská správa udržela v Civitas Tungrorum a Civitas Ubiorum po roce 476 byly zbývající oblasti pod římskou správou obsazeny Franky.